# Romyverleihung 2016

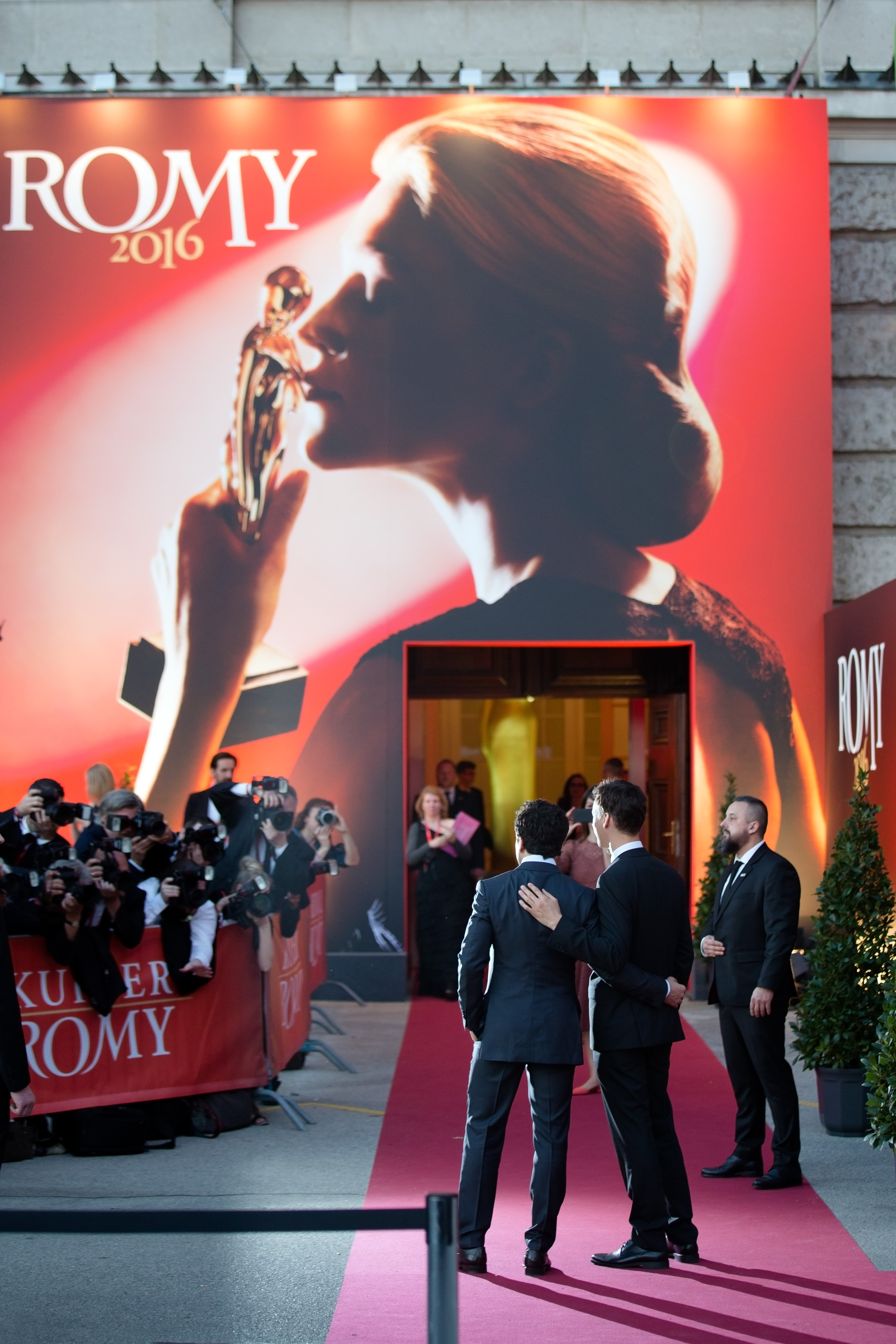
Elyas M’Barek und Florian David Fitz am Red Carpet der Romy 2016

Die Romy-Verleihung 2016 fand am 16. April 2016 in der Wiener Hofburg statt. Die von der Tageszeitung Kurier veranstaltete Vergabe des österreichischen Fernseh- und Filmpreises Romy fand zum 27. Mal statt und wurde zum 26. Mal vom ORF übertragen. Moderiert wurde die Veranstaltung von Andi Knoll und Katharina Straßer.

## Sieger und Nominierte

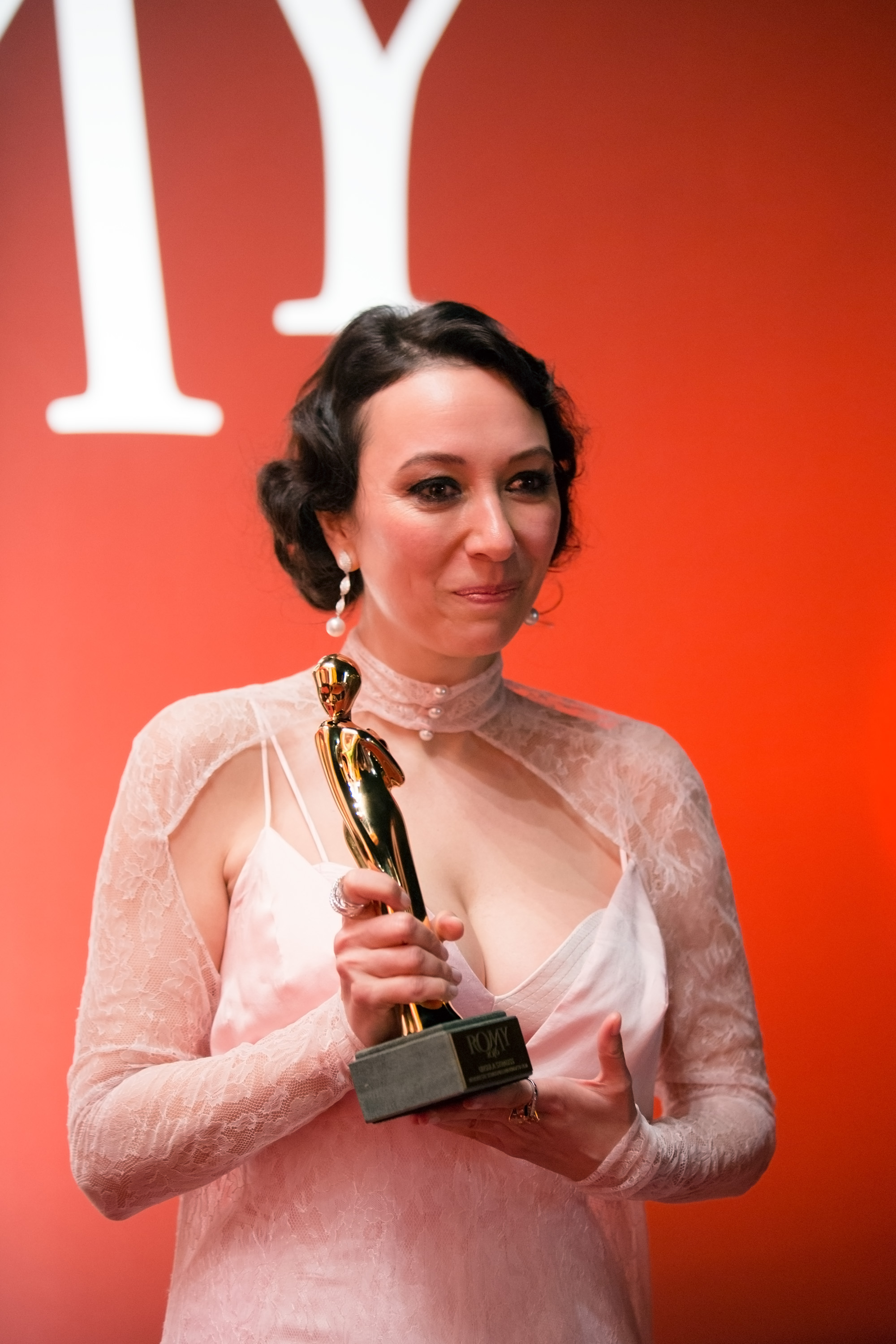
Ursula Strauss

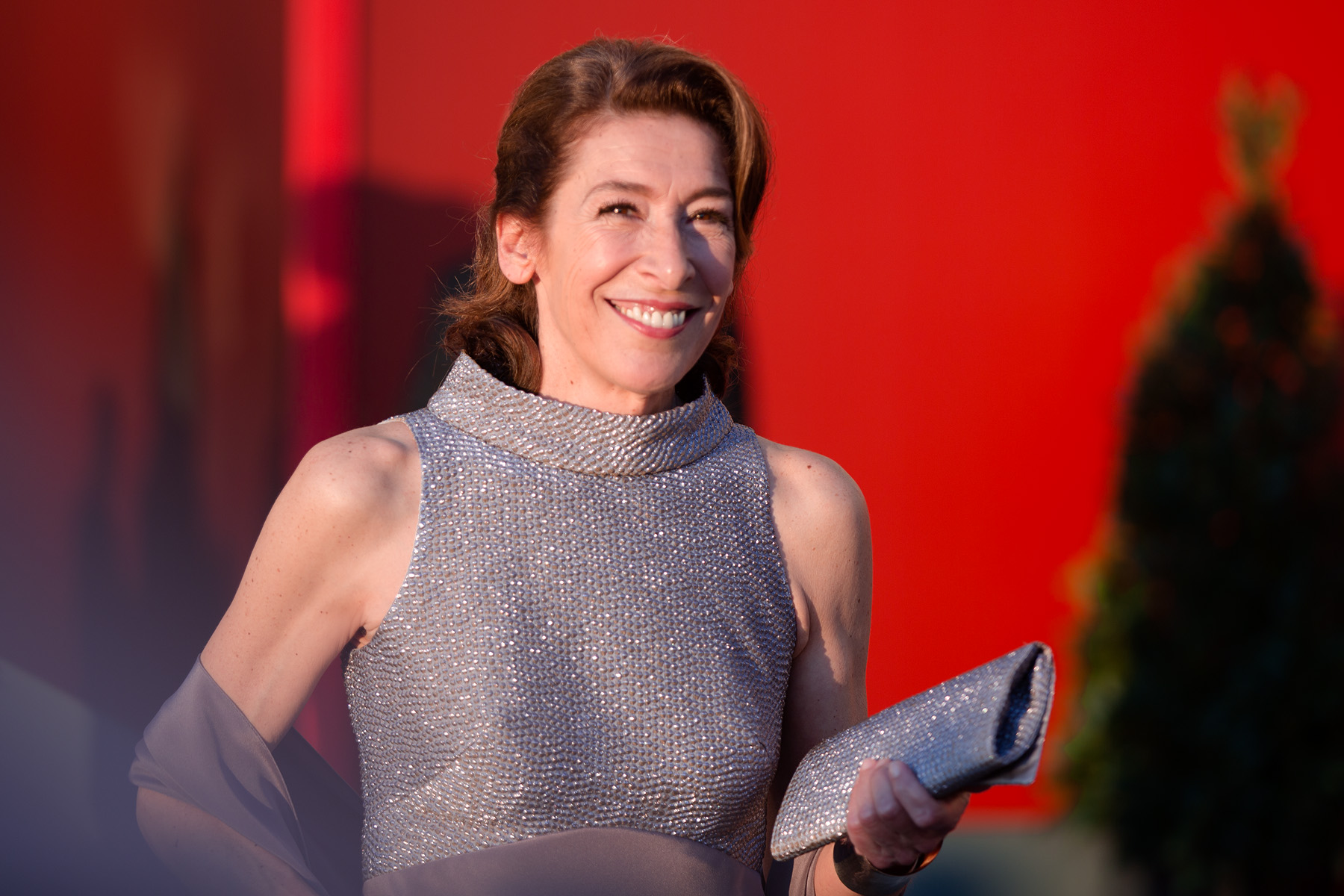
Adele Neuhauser

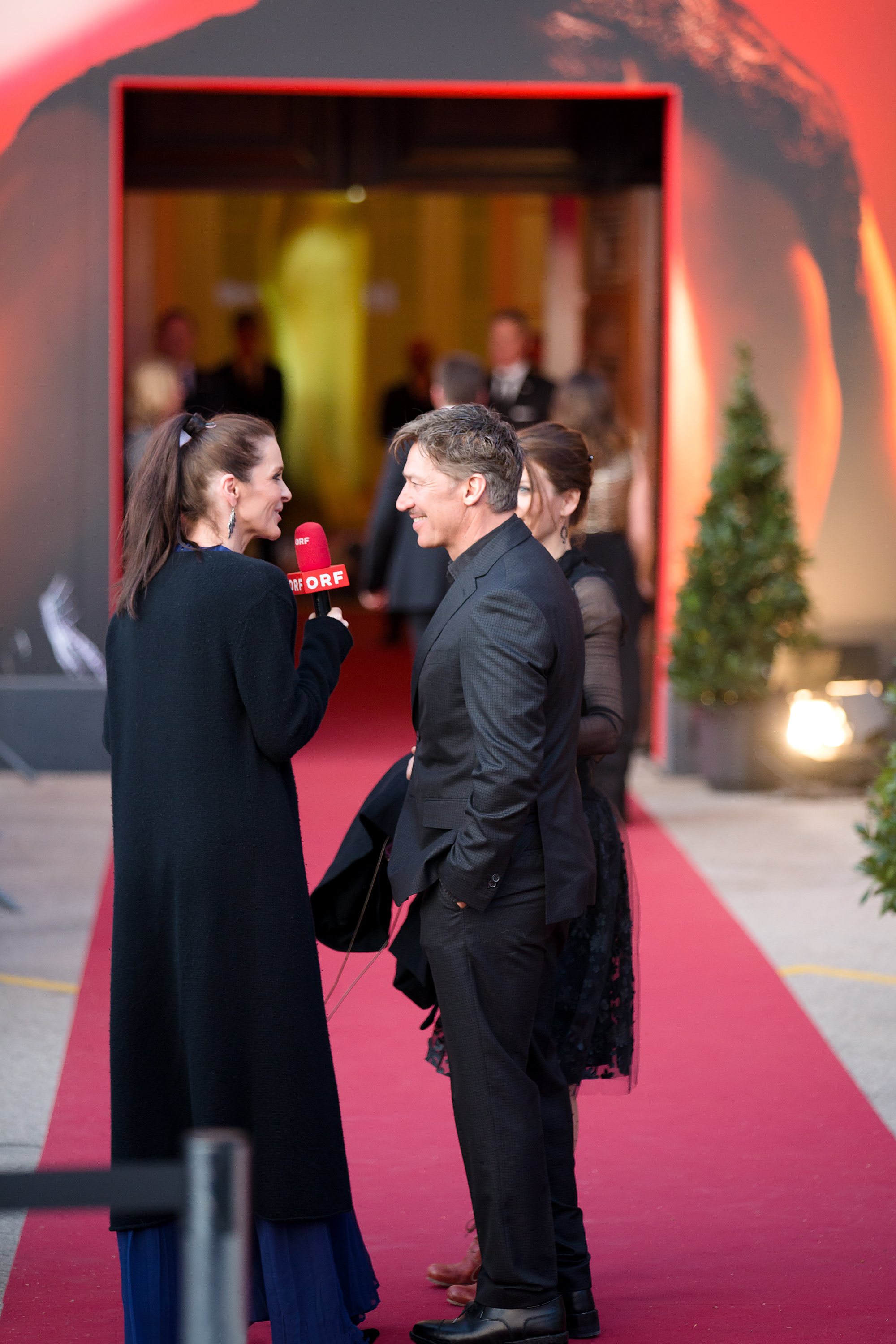
Tobias Moretti

### Publikumspreise
Die Nominierungen für die Publikumswahl wurden am 22. Februar 2016 bekanntgegeben.
| Kategorie                               | Preisträger               | Nominierte                                                          |
| --------------------------------------- | ------------------------- | ------------------------------------------------------------------- |
| Beliebteste Schauspielerin Kino/TV-Film | Ursula Strauss (3. Romy)  | Julia Koschitz Miriam Stein Aglaia Szyszkowitz Nora von Waldstätten |
| Beliebtester Schauspieler Kino/TV-Film  | Tobias Moretti (7. Romy)  | Philipp Hochmair Elyas M’Barek Devid Striesow Ronald Zehrfeld       |
| Beliebteste Schauspielerin Serie/Reihe  | Adele Neuhauser (4. Romy) | Julia Cencig Edita Malovčić Sunnyi Melles Franziska Weisz           |
| Beliebtester Schauspieler Serie/Reihe   | Hans Sigl (2. Romy)       | Gerhard Liebmann Karl Markovics Juergen Maurer Nicholas Ofczarek    |
| Information                             | Sandra Maischberger       | Corinna Milborn Hans Bürger Peter Resetarits Martin Thür            |
| Show/Unterhaltung                       | Barbara Schöneberger      | Arabella Kiesbauer Armin Assinger Steffen Henssler Jörg Pilawa      |

### Akademiepreise

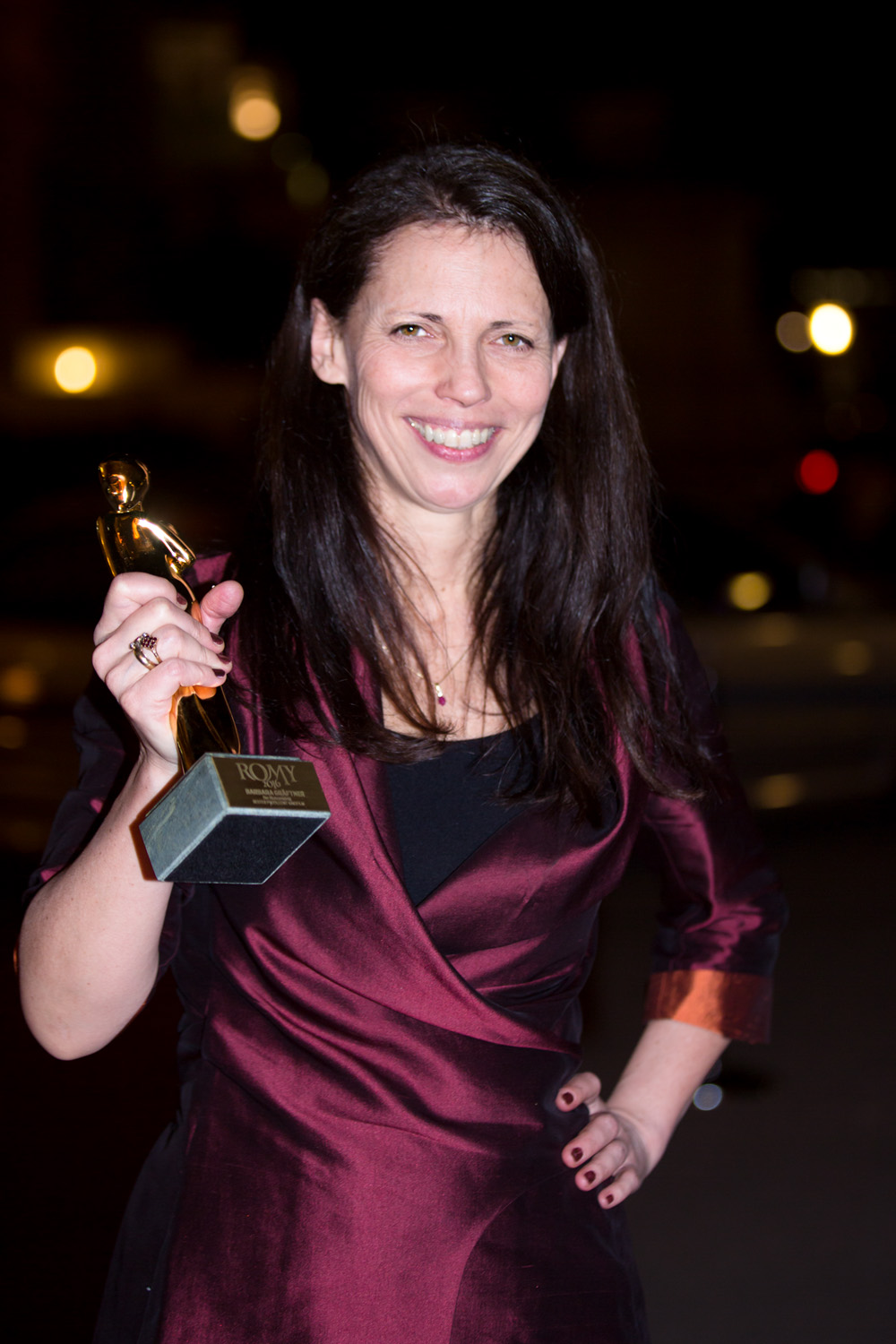
Barbara Gräftner

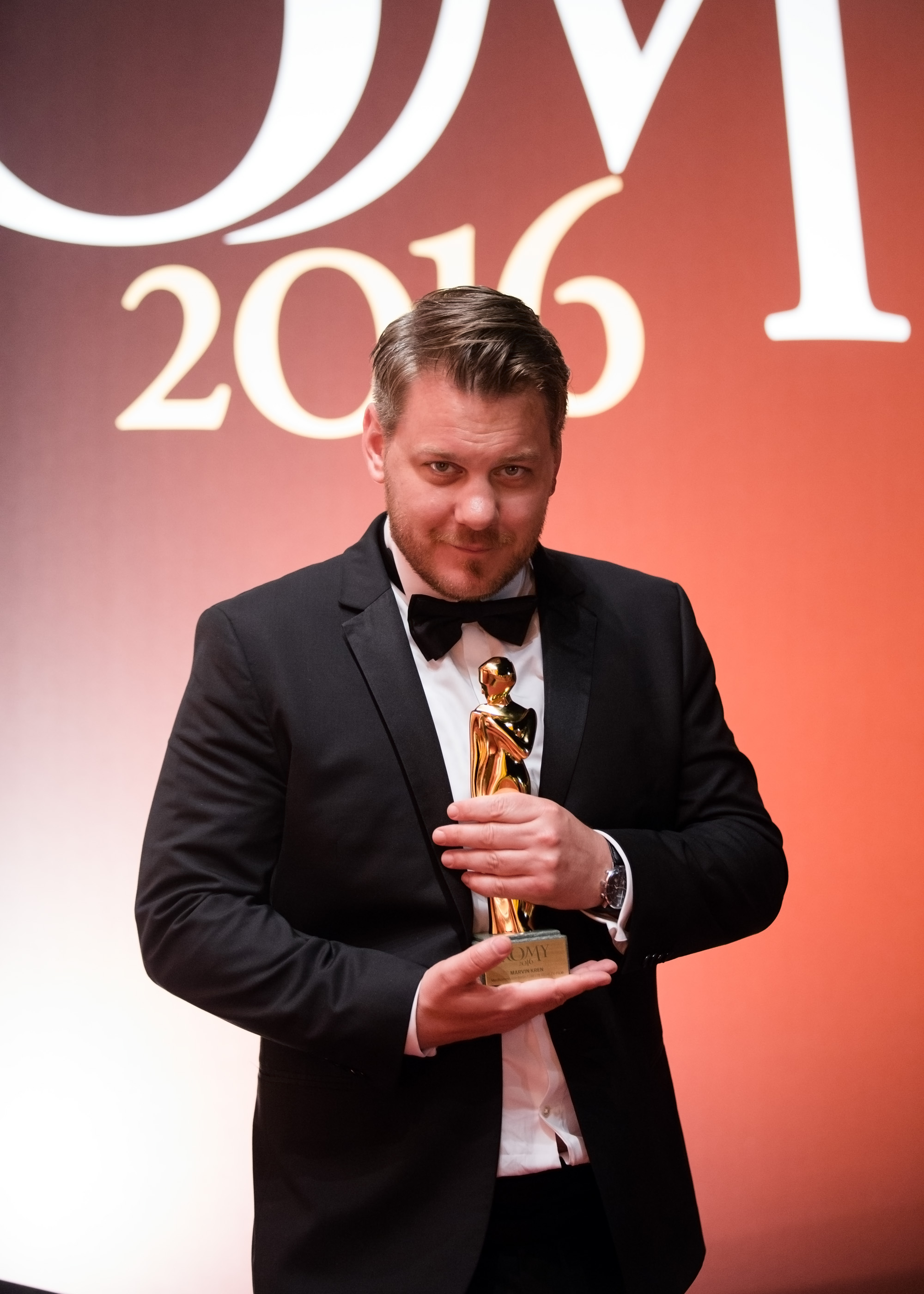
Marvin Kren

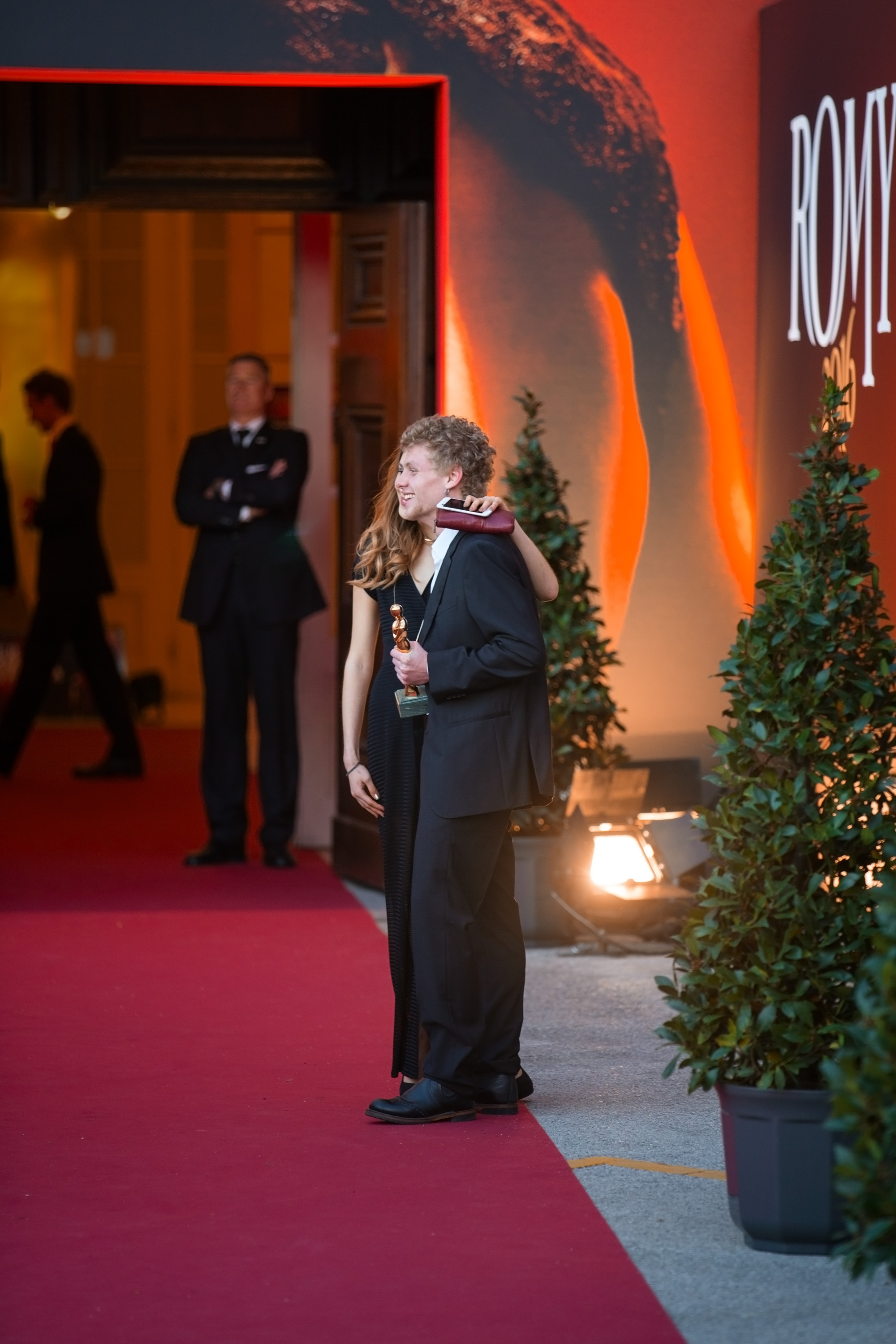
Johannes Nussbaum

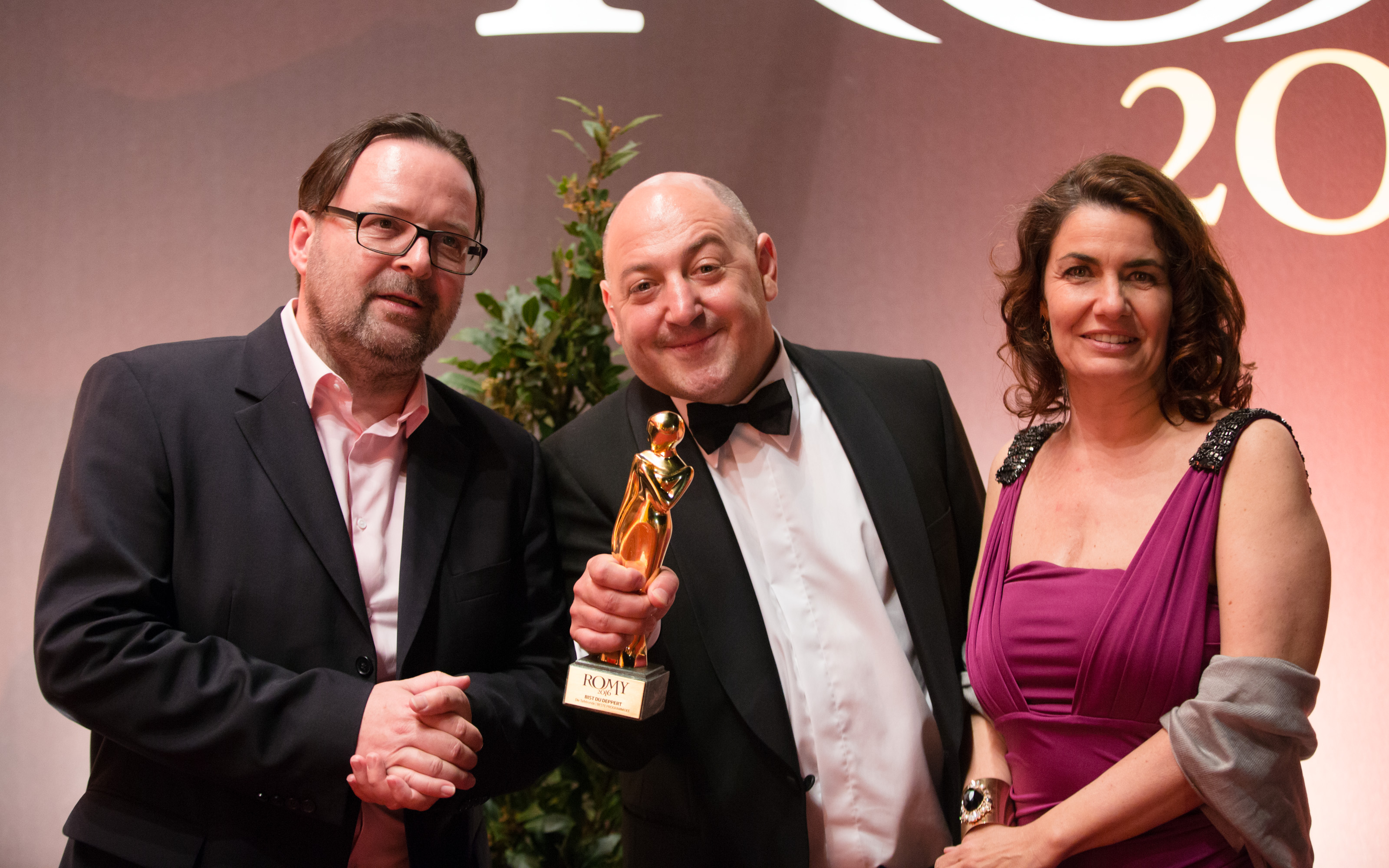
Mike Bernard, Rudi Roubinek und Sandra Klingohr

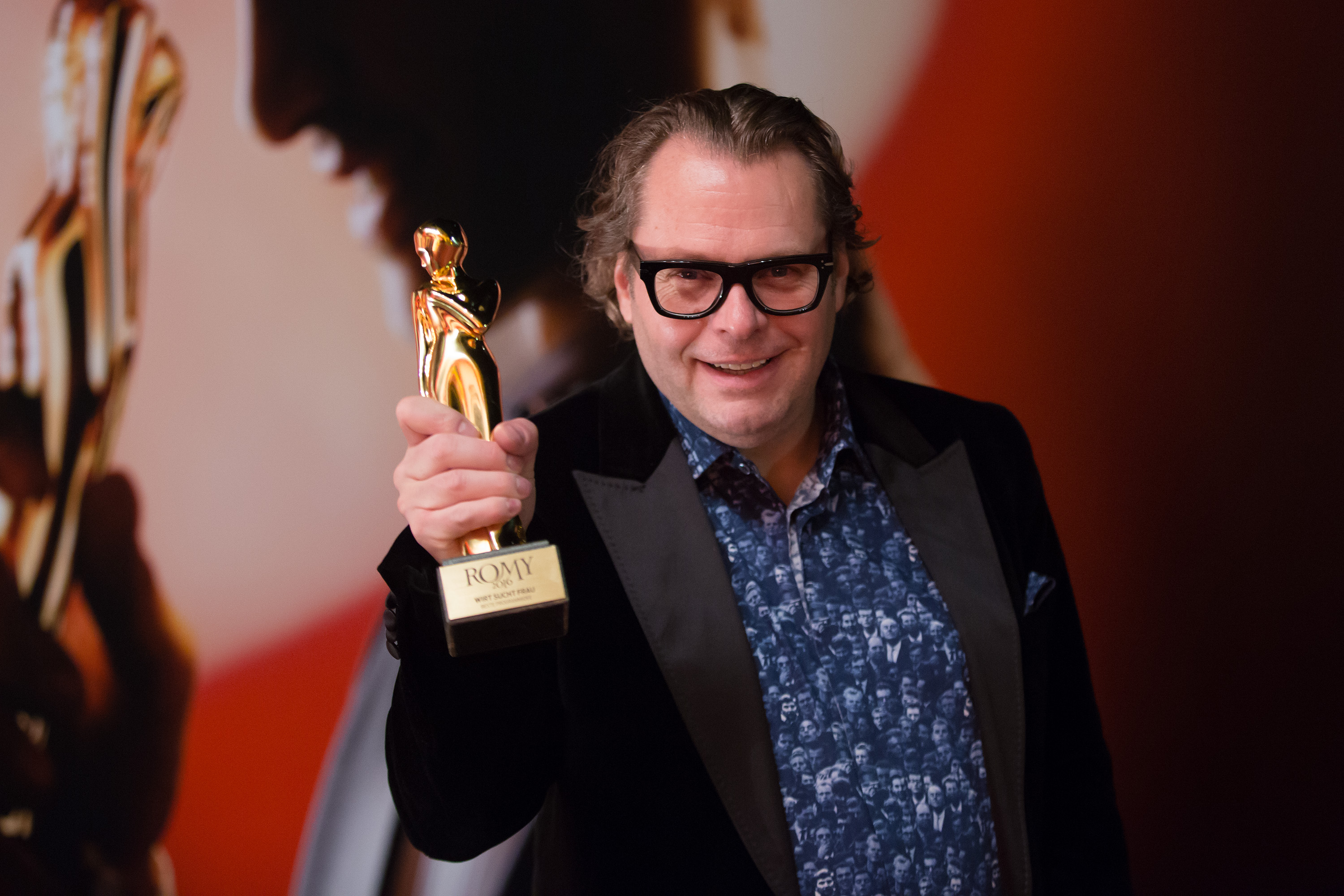
Martin Gastinger

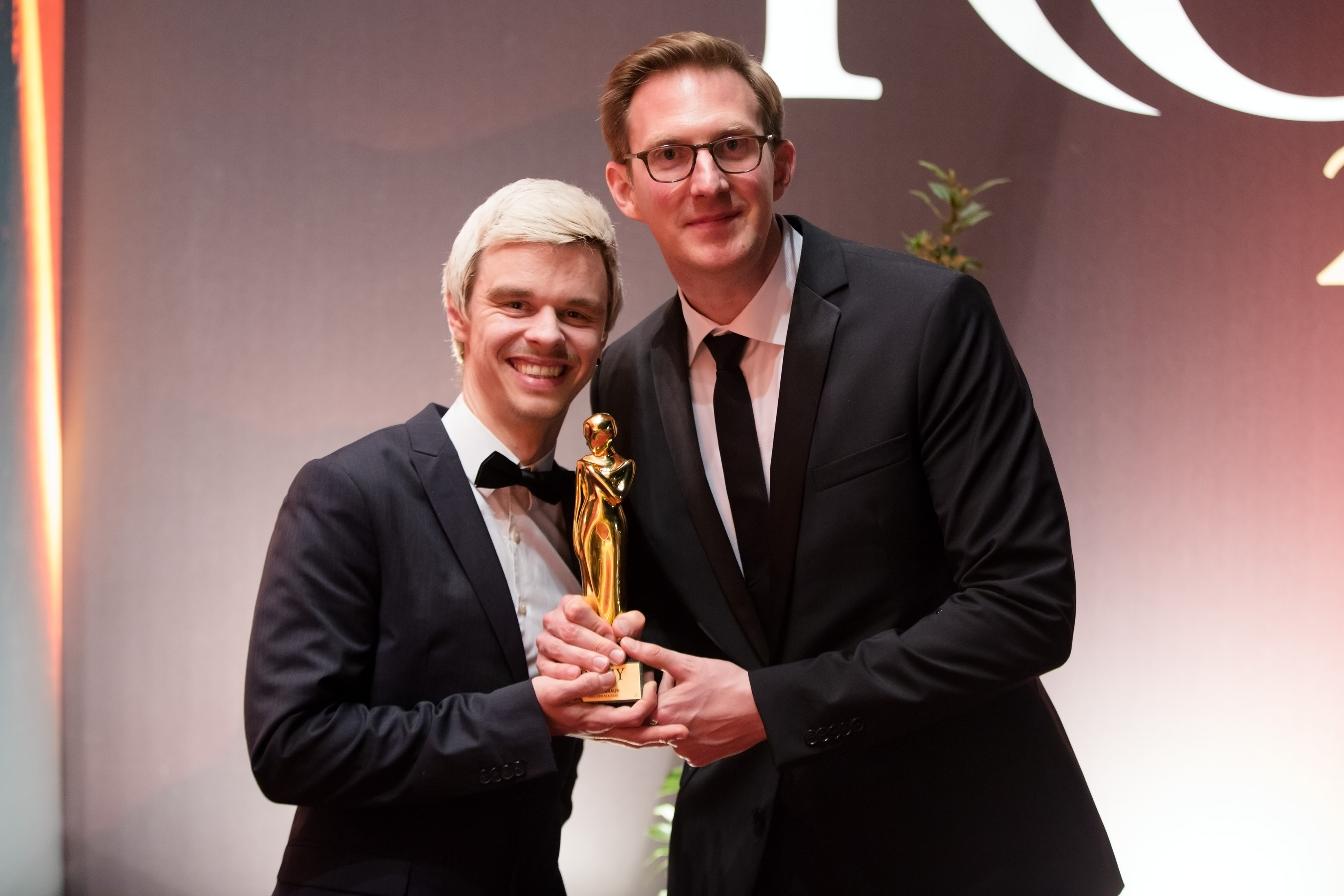
Maurice Hübner und Uwe Urbas

Die sogenannten Akademiepreise wurden in einer eigenen Feier am 14. April 2016 übergeben, die Feier wurde am 15. April 2016 auf ORF III übertragen. Die Platin-Romy der Romy-Akademie für das Lebenswerk ging an die deutsche Filmproduzentin Regina Ziegler. Die Nominierungen für die Akademiepreise waren am 14. März 2016 bekanntgegeben worden.
Die Akademiepreise in den Kategorien Bester Kinofilm und Beste Drehbuch für einen Kinofilm wurden bei der Romy-Gala am 16. April 2016 verliehen.
| Kategorie                     | Preisträger                                                                                   | Nominierte |
| ----------------------------- | --------------------------------------------------------------------------------------------- | --- |
| Bester Fernsehfilm            | Operation Zucker: Jagdgesellschaft (Wiedemann & Berg Television)                              | Kleine große Stimme (Mona Film) Landkrimi: Wenn du wüsstest, wie schön es hier ist (Graf-Filmproduktion)                            |
| Bester Kinofilm               | Das ewige Leben (Dor Film)                                                                    | Die dunkle Seite des Mondes (Port au Prince Film) Traumfrauen (Hellinger/Doll Filmproduktionen)                                     |
| Beste Dokumentation TV        | Niki Lauda: Mein Leben am Limit (RTL; Markus Brauckmann, Guido Bolten)                        | Geheimsache Doping – Im Schattenreich der Leichtathletik (ARD) Wachzimmer Ottakring (ATV)                                           |
| Beste Dokumentation Kino      | Hubert von Goisern – Brenna tuat’s schon lang (Kurt Langbein)                                 | Über die Jahre (Nikolaus Geyrhalter) Giovanni Segantini – Magie des Lichts (Swissfilms)                                             |
| Bester Produzent TV-Film      | Quirin Berg, Sigi Kamml, Max Wiedemann für Mordkommission Berlin 1                            | Klaus Graf für Landkrimi: Wenn du wüsstest, wie schön es hier ist Peter Wirthensohn, Thomas Pridnig für Landkrimi: Kreuz des Südens |
| Bester Produzent Kinofilm     | Barbara Gräftner, Robert Winkler für Der Blunzenkönig                                         | Benjamin Benedict für Familienfest Lothar Hellinger, Christopher Doll für Traumfrauen                                               |
| Beste Regie TV-Film           | Marvin Kren für Mordkommission Berlin 1                                                       | Barbara Eder für Landkrimi: Kreuz des Südens Lars Becker für Zum Sterben zu früh                                                    |
| Beste Regie Kinofilm          | Stephan Richter für Einer von uns                                                             | Thomas Erhard, Heiko Lochmann, Roman Lochmann für Bruder vor Luder Andrina Mračnikar für Ma Folie                                   |
| Beste Kamera TV-Film          | Eva Testor für Vorstadtweiber                                                                 | Hermann Dunzendorfer für Am Ende des Sommers Sebastian Edschmid für Meine fremde Frau                                               |
| Bestes Buch TV-Film           | Friedrich Ani, Ina Jung für Operation Zucker: Jagdgesellschaft                                | Lars Becker für Zum Sterben zu früh David Schalko für Altes Geld                                                                    |
| Bestes Buch Kinofilm          | Florian David Fitz für Der geilste Tag                                                        | Josef Hader, Wolfgang Murnberger, Wolf Haas für Das ewige Leben Dominik Hartl, Agnes Pluch für Beautiful Girl                       |
| Beste Kamera Kinofilm         | Oscar Durán, Otmar Penker für Wie Brüder im Wind                                              | Enzo Brandner für Einer von uns Jens Harant für Familienfest                                                                        |
| Beste Nachwuchsschauspielerin | Anna Posch für Chucks                                                                         | Alice Dwyer für Ma Folie Jana McKinnon für Beautiful Girl                                                                           |
| Bester Nachwuchsschauspieler  | Johannes Nussbaum für Vorstadtweiber                                                          | Marlon Boess für Beautiful Girl Simon Morzé für Einer von uns                                                                       |
| Beste Programmidee            | Bist Du deppert! (Puls 4; Gerald Fleischhacker, Mike Bernard, Rudi Roubinek und Klaus Oppitz) | |
| Beste Programmidee            | Martin Gastinger für Wirt sucht Frau (ATV)                                                    | |
| Preis der Jury                | Ingo Pertramer für Ochs im Glas                                                               | |
| Preis der Akademie            | Manuel Meimberg, Nomie Laine Tucker, Uwe Urbas, Maurice Hübner für Familie Braun              | |
| Fernsehevent des Jahres       | Eurovision Song Contest 2015                                                                  | |
| Fernsehmoment des Jahres      | Österreichische Fußballnationalmannschaft                                                     | |

| Kategorie                                                  | Preisträger                    |
| ---------------------------------------------------------- | ------------------------------ |
| Akademiepreis Platin-Romy für das Lebenswerk               | Filmproduzentin Regina Ziegler |
| Platin-Romy für das Lebenswerk Laudatio: Michael Niavarani | Otto Schenk                    |